# Cubiq

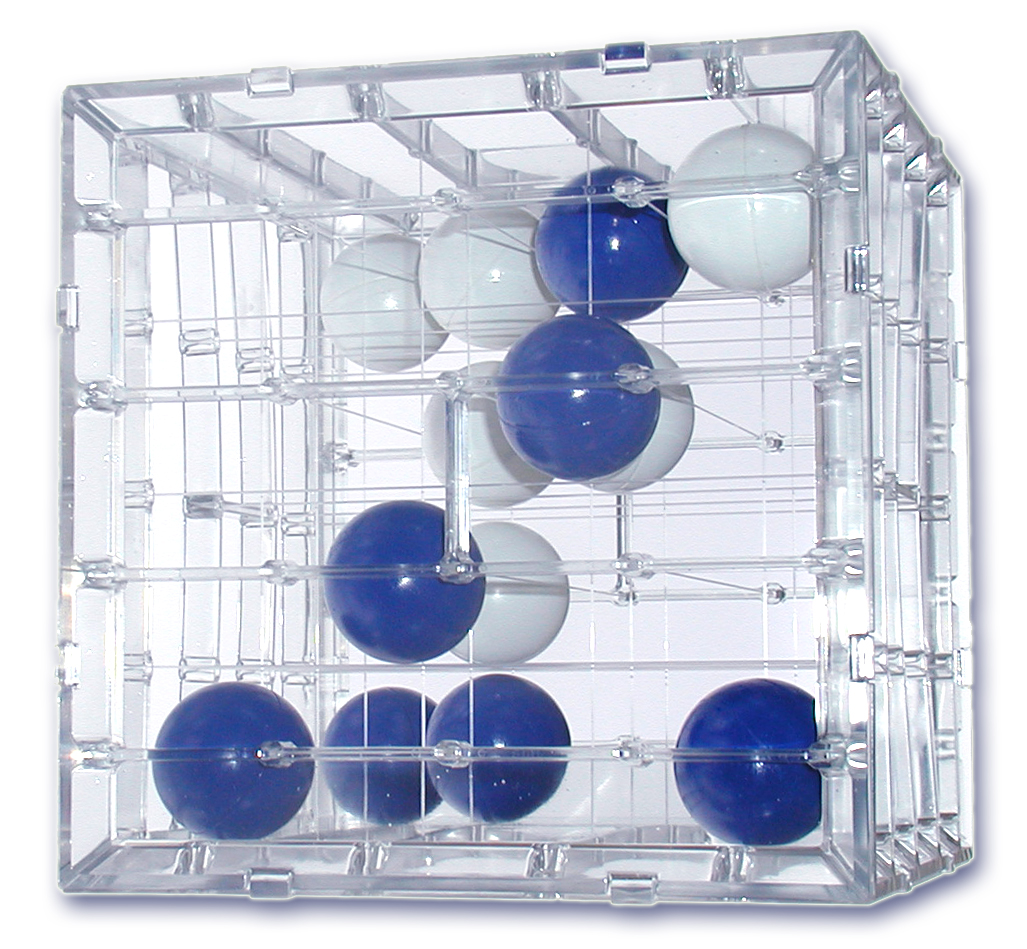
Cubiq

Cubiq är ett  abstrakt strategispel som är en utveckling av tredimensionellt luffarschack. Cubiq spelas av två spelare och det går ut på att få fyra bollar i rad i egen färg. Det som skiljer Cubiq från andra tredimensionella luffarschack är att man som spelare inte behöver bygga från botten; bollarna kan här "sväva" i luften. Spelet uppfanns av Tomas Öberg och distribueras av Tviksta Spelutveckling HB.

## Spelets gång
Kuben ska vara tömd på bollar innan spelet kan börja. Spelarna väljer varsin färg på bollar och turas om att placera ut dessa i valfria lediga hålrum, en boll i taget. Den spelare vinner, som först får fyra bollar i rad i egen färg, på en vågrät, lodrät eller diagonal linje. Redan placerade bollar får inte tas bort eller flyttas runt. Om alla hålrum fyllts med bollar utan att någon spelare fått fyra i rad, slutar partiet oavgjort.

## Spelets konstruktion
Cubiqs spelplan har 4x4x4 hålrum som spänns upp av ett rutnät av nylontråd. Spelets ram är tillverkad i slagtålig polykarbonat och har formen av en kub med sidan 20cm. Själva konstruktionen är mönsterskyddad av Tviksta Spelutveckling HB.

### Fotnoter
1. 1 2  ”DN Speltest”. Dagens Nyheter. http://www.dn.se/DNet/road/Classic/article/12/jsp/flframeset.jsp?a=593938&d=1060&redirectTo=%2Fcontent%2F1%2Fc6%2F59%2F39%2F38%2Fvuxenspel.swf&mediaType=flash&mediaFile=vuxenspel.swf','Flash',900,600,'yes'. Läst 28 november 2008.[död länk]
2. ↑  ”PRV Designdatabas”. Patent och Registreringsverket. http://wwwm.prv.se/DesignregisterWeb/jsp/details.jsp?idproc=1908365. Läst 28 november 2008.[död länk]

### Webbkällor
- Officiell webbplats: Cubiq – Tviksta Spel